# Cantone di Mersch
Il Cantone di Mersch è un cantone del Lussemburgo centrale, compreso nel distretto di Lussemburgo. Il cantone, che è uno dei pochi a non essere delimitato da confini internazionali, confina con i cantoni di Diekirch a nord, coi cantoni di Echternach e Grevenmacher ad est, con quelli di Lussemburgo e Capellen a sud e con il cantone di Redange ad ovest. 
Il capoluogo è Mersch. La superficie è di 224 km² e la popolazione nel 2005 era di 24 226 abitanti (108 ab./km²). 
Comprende 10 comuni:
- Bissen
- Colmar-Berg
- Fischbach
- Helperknapp
- Heffingen
- Larochette
- Lintgen
- Lorentzweiler
- Mersch
- Nommern